# Theodor Christian Castenschiold
Theodor Christian Castenschiold (30. april 1814 i Næstved – 17. juli 1883 i København) var en dansk overpostmester i København og gehejmeetatsråd, bror til Henrik Castenschiold og Gustav og Ludvig Castenskiold.
Castenschiold var søn af ritmester, senere generalmajor Christian Castenschiold og Henriette Nicoline Trige (Trie), blev 1832 student fra Herlufsholm, 1839 cand. jur., 1841 volontør i Generalpostdirektoratet, 1843 kopist, 1845 fuldmægtig, 1850 postsekretær og kontorchef og var i årene 1854-1876 overpostmester i København.
1856 blev han justitsråd, 28. juli 1869 Ridder af Dannebrog og ved sin pensionering 1876 gehejmeetatsråd.
5. december 1845 ægtede han i Trinitatis Kirke Petrea Dorothea Møller (15. november 1809 i København – 8. september 1887 sammesteds).